# Roy Atwell
Roy Atwell (Syracuse, Nova York, 2 de maig del 1878 - Nova York, 6 de febrer del 1962) fou un actor, comediant i compositor estatunidenc. Es formà a l'Escola d'Actuació Sargent, i va aparèixer en 34 pel·lícules entre el 1914 i el 1947. Així com el seu cinema, va aparèixer en diverses produccions de Broadway, incloent La petita senyora, La mímia Món, El Firefly, i Com és la teva salut?. Fou membre de la llista Fortune de Gallo San Carlo Opera Company, i s'uní a l'ASCAP el 1957.
Roy Atwell, fill de Joseph Addison Atwell, és un descendent directe de Joseph Atwell, un soldat de la guerra revolucionària que el 1792 comprà terres a la via militar a l'estat de Nova York, que era llavors la frontera, i va construir-hi una casa en el que avui es coneix com a "Forat de Pompeia del sud de Siracusa a Nova York", prop de Cazenòvia.

## Filmografia
- 1947: Where There's Life (Venedor)
- 1946: Gentleman Joe Palooka
- 1946: People Are Funny (Mr. Pippensiegal)
- 1942: The Fleet's In (Arthur Sidney)
- 1937: Snow White and the Seven Dwarfs (Doc)
- 1937: Behind the Mike (Vale)
- 1937: Varsity Show (Prof. Washburn)
- 1936: The Harvester (Jake Eben)
- 1933: Crashing the Gate
- 1926: The Outsider (Jerry Sidon)
- 1923: Souls for Sale (Arthur Tirrey)
- 1922: Red Hot Romance (Jim Conwell)
- 1922: Don't Get Personal (Horace Kane)
- 1922: Grand Larceny (Harkness Boyd)
- 1922: South of Suva (Marmaduke Grubb)
- 1922: The Heart Specialist